# Casa de Torres

## Casa de Torres
Según la historia familiar, dicen ser descendientes de Fortun Garces, rey de Pamplona, de la Dinastía Arista-Íñiga y descendiente a su vez de Atalo y Antioquida princesa de siria.
La casa de Torres pertenece a Los Doce Linajes de Soria al pertenecer a los Salvadores del que han procedido famosos héroes, que han ejecutado famosas acciones en las conquistas de Andalucía donde quedaron heredados.

## Ramas menores
La casa cuenta con varias ramas, tanto de los Torres siendo en Andalucía los más representativos los de Sevilla y Granada, al igual que también está la rama de los Torres de Navarra, asentada en Jaén. 

### Rama de Sevilla
1. Diego Fernández de Torres se casó con Constanza Enríquez Sánchez Esquivel de la casa de Enríquez, padres de:
2. Juan de Torres se casó con Catalina Ponce de León, hija de Juan, II conde de Arcos y primer marqués de Cádiz, grande de España, perteneciente a la casa de Ponce de León, padres de:
3. Francisco de Torres se casó con Beatriz de Santillán, padres de:
4. Juan de Torres se casó con Mayor de Cárdenas, padres de:
5. Francisco de Torres se casó con Cathalina de Morales, padres de:
6. Gaspar de Torres se casó con Gregoria Almudarracin, padres de:
7. Juan Manuel de Torres se casó con Juana Cathalina Hurtado de Mendoza, perteneciente a la casa del Infantado, padres de:
8. Juan de Torres se casó con María Mantilla, padres de:
9. Cristóbal de Torres y Mantilla se casó con Juana Ramírez Adalid, padres de:
10. Francisco de Torres y Mantilla se casó con Ángela Laina, padres de:

### Rama de Granada
1. Andrés de Torres y Mantilla[3] se casó con Mª Teresa Rumbó, padres de:
2. Joaquín de Torres Rumbó se casó Ana María Martínez-Carrasco y Feijoo,[4] padres de:
3. Manuel de Torres Martínez-Carrasco se casó con Enriqueta Calleja,[5] padres de:
4. Joaquín de Torres se casó con Manuela Müller,[6] padres de: Mercedes, Joaquín y José Torres Müller

### Rama de Jaén
La familia Torres De Navarra Y Portugal, de Jaén a quien pertenece el señorío y condado de Villardompardo quienes también emparentaron con la familia real de Portugal a través del matrimonio de Fernando de Portugal, hijo ilegítimo de Dionisio I de Portugal, y de su mujer María de Torres de Navarra y Solier, hija a su vez del II señor de Villardompardo.

### Rama de México
La rama que actualmente radica en México fue fundada por el capitán Pedro Lorenzo Torres De Navarra quien llegó a la Nueva España a finales del siglo XVI.
De acuerdo con Gonzalo Torres Martínez, en su libro Los Torres de Jaen en México, los Torres de Altos de Jalisco proceden de Felipe Bernabé de Torres Ortega y Aranda, nacido en Mancha Real (Jaén), quien fue Alcalde ordinario, Fiel Ejecutor y Alférez Real de Santa María de los Lagos.

## Heráldica
La Casa de Torres se ha vinculado a varios escudos siendo los más utilizados los siguientes escudos:
- El del Señor de Retortillo en Soria perteneciente a Los Doce Linajes de Soria, por el linaje de Salvadores y descendiente de los Torres de Navarra es en azur, cinco torres de plata puestas en aspa y al timbre, Corona Real abierta, siguiendo el privilegio que el Infante de Castilla y futuro rey de Aragón, Fernando I de Aragón, otorgó a los descendientes del rey de Navarra Fortún Garcés el privilegio de colocar sobre sus armas una corona, "Que por cuanto son del linaje del Rey...".[11]

Escudo de la Casa de Torres del Señor de Retortillo.

- El de los Torres de Navarra, de gules y cinco torres de oro, almenadas, de tres puntas de sotuer.

Escudo de la Casa de Torres de Navarra.

- Hay otros escudos como los que hay en el Palacio de los Torres de Navarra en Jaén, el escudo presenta en su campo cinco castillos en composición de aspa, bordura, el águila bicéfala como soporte, amplia decoración exterior de lambrequines y timbre con corona en altorrelieve.
- La casa palacio de los Torres de Guadix, Granada, se encontraba frente al palacio del obispo donde disponían de su escudo de armas.

## Privilegios
También son de la Casa de Torres y del Linaje de los salvadores los descendientes de Fortun Sánchez de Torres y López Sánchez de Torres, á cuyo favor fue despachado aquel notable privilegio, en el que se leen estas palabras:
"E quiero que entredes en desafio ó en batalla contra conde ó señor, ó capitan, si non fuere rey. E pues sodes leales é de los mejores de Castilla, é habedes servido contra los moros perros, traed en vuestras arnelas nuestras armas, con la corona complidamente, pues sodes de nuestro linaje. E yo, D. Alfonso, Rey, é mi mugier D.ª Ines, confirmamos os lo para en todo tiempo, é si algun rey ó conde, ó algun ome de los nuessos, ó de extraño quisiere quebrantar aqueste escrito é privilegio, sea maldito de Dios Todopoderoso, é non lo reciban en la egresia, ó sea excomulgado é diciendo en el infierno postrimero con Judas el traidor." 

## Personas ilustres
- Luis Daoiz y Torres, noble y militar español. (Guerra de la Independencia Española)
- Fortun de Torres , noble y militar español. (Alcázar de Jerez de la Frontera)
- Fernando Torres y Portugal fue el VII virrey del Perú.